# Ayşegül Günay
Ayşegül Günay (ur. 9 listopada 1969 w Eskişehirze) – turecka aktorka.

## Życiorys
Ukończyła studia na Wydziale Teatralnym Uniwersytetu Anatolijskiego w Eskişehirze.
Najbardziej znana jest z roli Sultan Yeşilyurt w serialach Lale Devri i Yer Gök Aşk, w których występowała w latach 2010–2012, oraz Aytul, matki İclal Kozan w serialu Tylko z tobą (tur. Asla Vazgeçmem).

## Filmografia
- 2006: Kaybolan Yıllar, jako Niran
- 2008: Eşref Saati
- 2008: Derman
- 2008: Osmanlı Cumhuriyeti, jako Hayat Kadını
- 2009: Küçük Kadınlar, jako Eda
- 2009: Aile Saadeti, jako Lamia
- 2009: Avatar, jako Türkçe Seslendirme
- 2010: Lale Devri, jako Sultan Yeşilyurt
- 2010–2012: Yer Gök Aşk, jako Sultan Yeşilyurt
- 2011: Sümela'nın Şifresi: Temel, jako Şehriye Sözer
- 2012: Moskova'nın Şifresi: Temel, jako Şehriye Sözer
- 2015-2016: Tylko z tobą (Asla Vazgeçmem), jako Aytül